# Wilhelm Haas (Genossenschaftler)

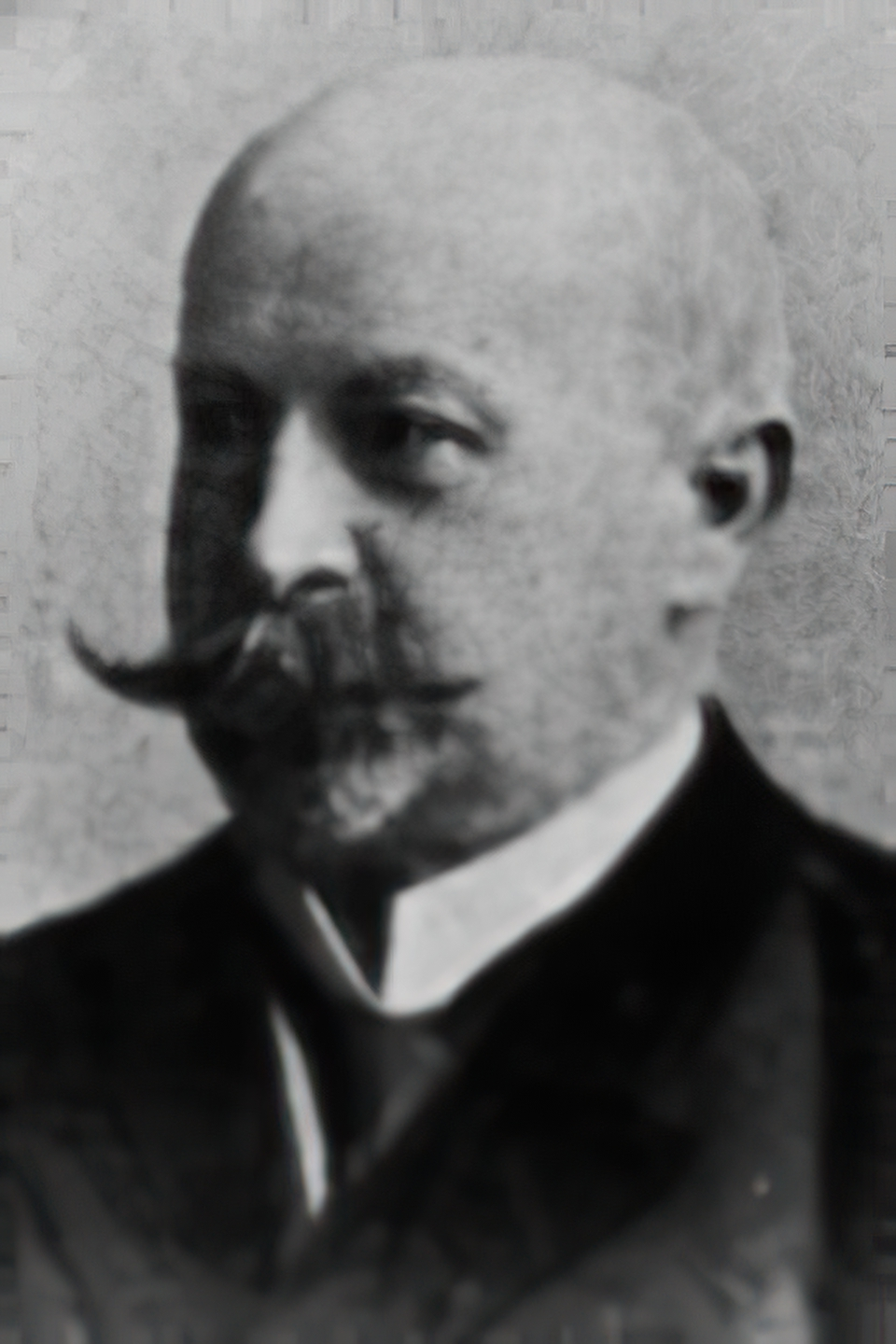
Wilhelm Haas

Karl Friedrich Wilhelm Haas (* 26. Oktober 1839 in Darmstadt; † 8. Februar 1913 ebenda) war Kreisrat im Großherzogtum Hessen, deutscher Politiker, Sozialreformer und Gründer ländlicher Waren- und Kreditgenossenschaften.

## Familie
Wilhelm Haas war der Sohn des schweizerischen Gymnasialprofessor für Sprachen Friedrich Heinrich Haas (* 1801) und stammte aus Neufchâtel. Die Mutter war Karoline Luise Künzel (* 1813), Tochter des Schreinermeisters Johann Philipp Künzel in Darmstadt.
Wilhelm Haas heiratete 1869 Marie Karoline Katharine Kritzler (1843–1927), Tochter des Oberkonsistorialpräsidenten Friedrich Kritzler.

## Karriere

### Beamter
Nach dem Besuch des Gymnasiums studierte Haas 1857–1861 Rechtswissenschaft an der Universität Gießen und wurde Mitglied des Corps Teutonia. Er trat in den Staatsdienst des Großherzogtums Hessen und war ab 1863 Akzessist am Hofgericht Darmstadt und von 1864 bis 1869 Regierungsakzessist bei den Kreisämtern in Darmstadt, Dieburg, Groß-Gerau, Heppenheim, Büdingen und Friedberg. 1869 wurde er Assessor und amtierte ab 1874 als Polizeirat beim Polizeiamt in Darmstadt. 1886 erhielt er die Stelle des Kreisrats des Kreises Offenbach, ein Amt, das er bis 1900 ausübte, als er pensioniert wurde.

### Genossenschaftliches Wirken
Wilhelm Haas gehört neben Eduard Pfeiffer, Victor Aimé Huber, Karl Korthaus, Hermann Schulze-Delitzsch und Friedrich Wilhelm Raiffeisen zu den führenden Gründervätern des deutschen Genossenschaftswesens. Er gilt neben Raiffeisen als wichtigster Protagonist der deutschen und internationalen landwirtschaftlichen Genossenschaftsorganisation. Er war wie Hermann Schulze-Delitzsch politisch liberal, für ihn waren Genossenschaften praktikable Unternehmensformen zur Selbsthilfe. Sein Credo: „Die Genossenschaft bedeutet Freiheit, Freiheit auch insbesondere in wirtschaftlicher Beziehung.“
1872 gründete Wilhelm Haas die Landwirtschaftliche Bezugsgenossenschaft in Friedberg und war ab 1873 Vorsitzender des „Verbandes der hessischen landwirtschaftlichen Konsumvereine“. 1879 initiierte er den Verband Hessischer Landwirtschaftlicher Kreditgenossenschaften und wurde Präsident der landwirtschaftlichen Kreditgenossenschaften im südlichen und westlichen Deutschland. 1883 war er an der Gründung der Vereinigung der Deutschen Landwirtschaftlichen Genossenschaften (ab 1903: Reichsverband der Deutschen Landwirtschaftlichen Genossenschaften) beteiligt und wurde deren erster Generalanwalt (Präsident). 1907 übernahm er schließlich den Vorsitz des neu gegründeten Internationalen Bundes der Landwirtschaftlichen Genossenschaften. Es gehört zu den besonderen Lebensleistungen von Wilhelm Haas, dass er als herausragender liberaler Politiker agrarische Selbsthilfeorganisationen initiierte und sie auf nationaler und internationaler Ebene vernetzte.

### Politik
Von 1881 bis 1911 gehörte Haas als Mitglied der Nationalliberalen Partei für den Wahlkreis Starkenburg 10 / Gernsheim während des 24. bis 32. Landtags und für den Wahlbezirk Starkenburg 5 / Fürth im 33. und 34. Landtag der Zweiten Kammer der Landstände des Großherzogtums Hessen an und war von 1887 bis 1911 deren Präsident. Ab 1903 war er landständisches Mitglied der Staatsschuldenverwaltung. 1911 ernannte ihn Großherzog Ernst Ludwig als Vertreter der Landwirtschaft zum Mitglied der Ersten Kammer der Landstände. Von 1898 bis 1912 war er Mitglied des Reichstags und wirkte unter anderem an den Beratungen über das 1889 verabschiedete Genossenschaftsgesetz mit.

## Ehrungen
- 1896 Geheimer Regierungsrat

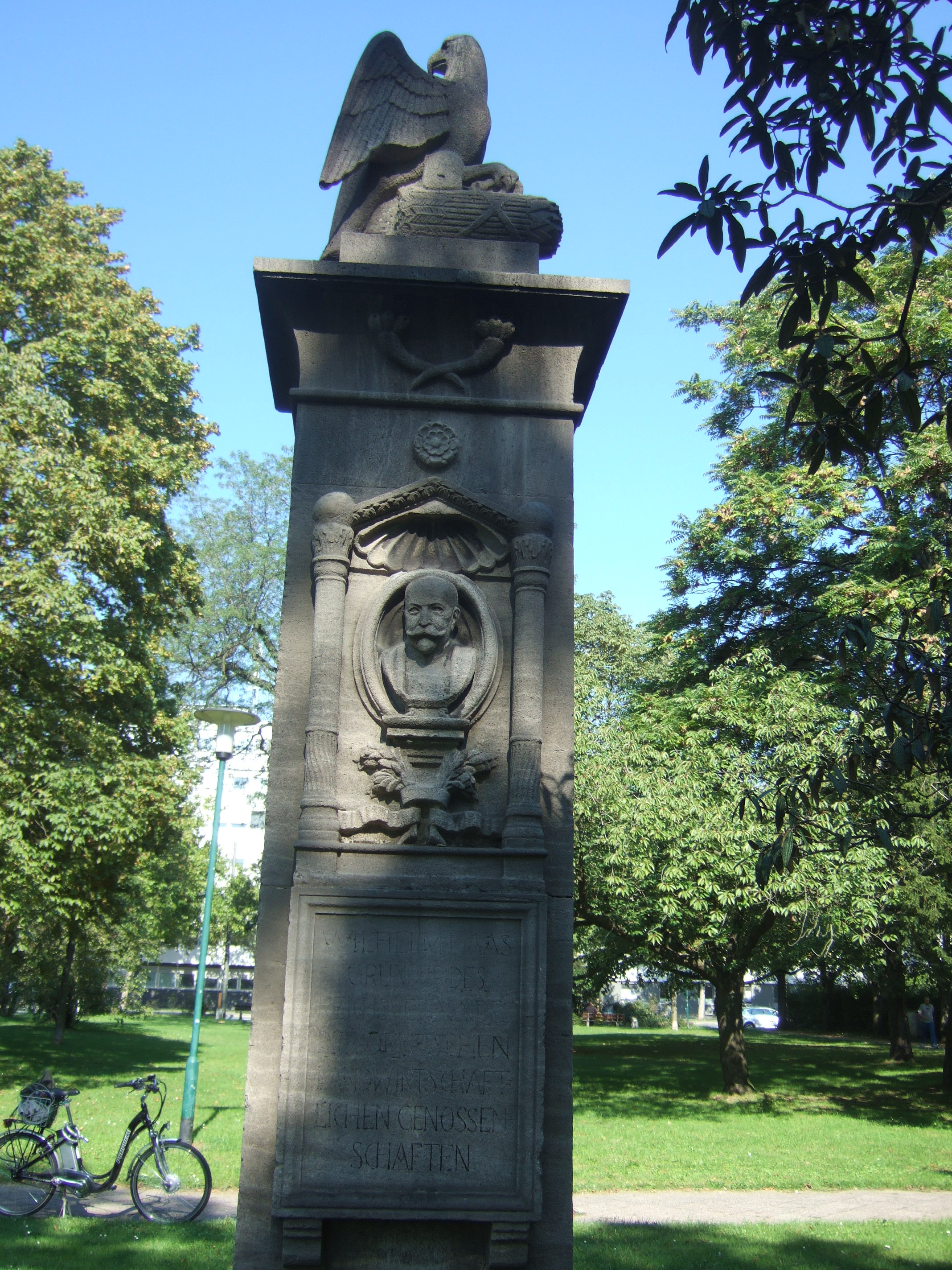
Wilhelm Haas-Denkmal in der Albert-Schweitzer-Anlage in Darmstadt (2011)

- 1900 Russischer Annenorden II. Klasse[8]
- 1903 Komturkreuz I. Klasse des Verdienstordens Philipps des Großmütigen[9]
- 1906 Ehrenkomturkreuz des Oldenburgischen Haus- und Verdienstordens des Herzogs Peter Friedrich Ludwig[10]
- 1907 Komturkreuz mit dem Stern des Österreichischen Franz-Joseph-Ordens[11]
- 1908 Geheimrat[12]
- 1908 Preußischer Roter Adlerorden II. Klasse[13]
- 1908 Bayerischer Verdienstorden vom Heiligen Michael II. Klasse mit dem Stern[14]
- 1908 Komturkreuz I. Klasse des Sächsischen Albrechts-Ordens[15]
- 1908 Komturkreuz I. Klasse des Badischen Ordens vom Zähringer Löwen[16]
- 1909 Serbisches Großoffizierskreuz des St.-Sava-Ordens[17]
- In mehreren Orten, darunter Leinfelden-Echterdingen und Markgröningen, wurden Straßen nach Haas benannt. In Neu-Isenburg befindet sich am Wilhelm-Haas-Platz einer der Sitze des Genoverband e. V.
- 1924 zu seinen Ehren anlässlich des in Darmstadt stattfindenden 27. Deutschen Landwirtschaftlichen Genossenschaftstages ein vom Münchner Bildhauer Karl Killer geschaffenes Denkmal errichtet. Es befand sich ursprünglich neben dem ehemaligen Verbandsgebäude in der Sandstraße 36 in Darmstadt. Das im Zweiten Weltkrieg schwer beschädigte Monument wurde 1956 erneuert. Es befindet sich heute am nördlichen Kopfende der Albert-Schweitzer-Anlage, in der Nähe der Rheinstraße, Ecke Hindenburgstraße.[18]

## Wissenswert
Wilhelm Haas wurde in Hessen „der Vizegroßherzog“ genannt. Der Landtag erhielt unter seiner Präsidentschaft den Titel „Zirkus Haas“.